# بانوان زیبا سحرخیزند
بانوان زیبا سحرخیزند (انگلیسی: Beautiful Women Wake Up Early) یک فیلم کوتاه درام آمریکایی است که در سال ۲۰۱۲ میلادی منتشر شد.
این فیلم نخستین بار در تاریخ ۱۵ سپتامبر ۲۰۱۲، در شعبهٔ لس آنجلسیِ جشنواره فیلم نیویورک واقع در «استودیوی رالی» در لس آنجلس اکران و برندهٔ «جایزهٔ بهترین فیلم تجربی کوتاه» شد.

## خلاصه داستان
داستان این فیلم تجربی دربارهٔ زندگی چند زن گوناگون است: یک مانکن، یک زن که مبتلا به حمله هراس است، یک نویسنده، یک زن میانسالِ عاشق‌پیشه، یک هنرپیشه برجسته و یک بازیگرِ تئاترِ مسن. فیلم به واکاوی این موضوع می‌پردازد که آنان چگونه با پوچی و بیهودگی، با زیبایی، مرگ، پیری و پیچیدگی‌های جنسیتی خود مقابله می‌کنند یا کنار می‌آیند.

## بازیگران
- آئیا ترائودا در نقش «ویویَن»
- رائیموندا اِسکریته در نقش «گونتا»
- کنی رومانو در نقش «خاله اُلیویا»
- سارا هیماده در نقش «ملانی»
- جوی کالدوِل در نقش «مونیکا»
- ماریا کاتالانو در نقش «سوفیا»
- نیکُل پـِـسکه در نقش «دنیس»